# Erling Johnson
Erling B. Johnson (Oslo, 7 juni  1893 - Odda, 5 november 1967) was een Noorse scheikundige en ontwikkelde in 1927 het Oddaprocedé.
Van opleiding was hij chemisch ingenieur. Tijdens zijn samenwerking met professor Sebelien had hij veel ervaring opgedaan aangaande kunstmeststoffen en hun inwerking op de planten. Hij werd hoofdchemicus van het metallurgisch bedrijf Odda Smelteverk te Odda in Noorwegen. Daar werd hem gevraagd onderzoek te doen naar een productiemethode om samengestelde meststoffen te produceren zonder zwavelzuur te gebruiken. Dit resulteerde in zijn uitvinding.